# Монзе
Монзе (англ. Monze) — небольшой город в Замбии, в Южной провинции страны. Назван по имени вождя Монзе — известного духовного лидера народа тонга, населяющего район.

## География
Расположен в 180 км к юго-западу от Лусаки. Административный центр одноимённого района. Абсолютная высота — 1066 метров над уровнем моря.

## Экономика и транспорт
Основу экономики составляет сельское хозяйство основной отраслью которого является выращивание кукурузы. Развито животноводство. Имеется железнодорожное сообщение, а также относительно хорошая асфальтовая дорога в Лусаку и Ливингстон.

## Инфраструктура
В Монзе имеются такие объекты инфраструктуры как больница, АЗС, почта и банк, а также начальные и средние школы.

## Население
По данным на 2013 год численность населения составляет 46 876 человек.
Динамика численности населения города по годам:
| 1990   | 2000   | 2013   |
| ------ | ------ | ------ |
| 15 910 | 24 603 | 46 876 |